# Округ Чатам (Северна Каролина)
Округ Чатам (енгл. Chatham County) је округ у америчкој савезној држави Северна Каролина.

## Демографија
По попису из 2010. године број становника је 63.505, што је 14.176 (28,7%) становника више него 2000. године.
| Група             | 2000.          | 2010.          |
| Белци             | 35.322 (71,6%) | 45.185 (71,2%) |
| Афроамериканци    | 8.422 (17,1%)  | 8.392 (13,2%)  |
| Азијати           | 292 (0,6%)     | 703 (1,1%)     |
| Хиспаноамериканци | 4.743 (9,6%)   | 8.228 (13,0%)  |
| Укупно            | 49.329         | 63.505         |